# Disco klasszikusok magyarul
Szűcs Judith 12. nagylemeze a Disco klasszikusok magyarul címet kapta, melyen a Táncolj még mellett 10 külföldi dal kapott helyet.

## Az album dalai[1]
1. Csak azt ne mondd... / Light My Fire (Jim Morrison, Robby Krieger, John Densmore, Ray Manzarek-Fülöp Csaba)
2. Végtelen út / Knock On Wood (Eddie Floyd, Steve Cropper-Fülöp Csaba)
3. Úgy vártalak / I Love To Love (Jack Robinson, James Bolden-Fülöp Csaba-Varga Mihály)
4. High Life / It's My Love (Dr. Alban, Denniz Pop-Fülöp Csaba, Szűcs Zoltán, Kalocsai Krisztián)
5. Minden éjjel várlak / Play That Funky Music (Rob Parissi-Fülöp Csaba)
6. Itt a vége / Rock Your Baby (Harry Wayne Casey, Richard Finch-Fülöp Csaba)
7. Éjszaka, éjszaka / Stayin' Alive (Barry Gibb-Robin Gibb-Maurice Gibb-Fülöp Csaba)
8. Túlélem én / I Will Survive (Freddie Perren, Dino Fekaris-Fülöp Csaba)
9. Csak egy álom / Wild World (Cat Stevens-Fülöp Csaba)
10. Táncolj még / Táncolj még (Delhusa Gjon)
11. Még, még, még / Shame On You (Sylvia Robinson-Fülöp Csaba)

## Közreműködők
- Szűcs Judith – ének, vokál
- Jankai Béla – computer programok, billentyűs hangszerek
- Szűcs Antal Gábor – gitár
- Varga Miklós – ének (11.)
- Szűcs Zoltán, Kalocsai Krisztián – rap (4.)